# Gérard Férey

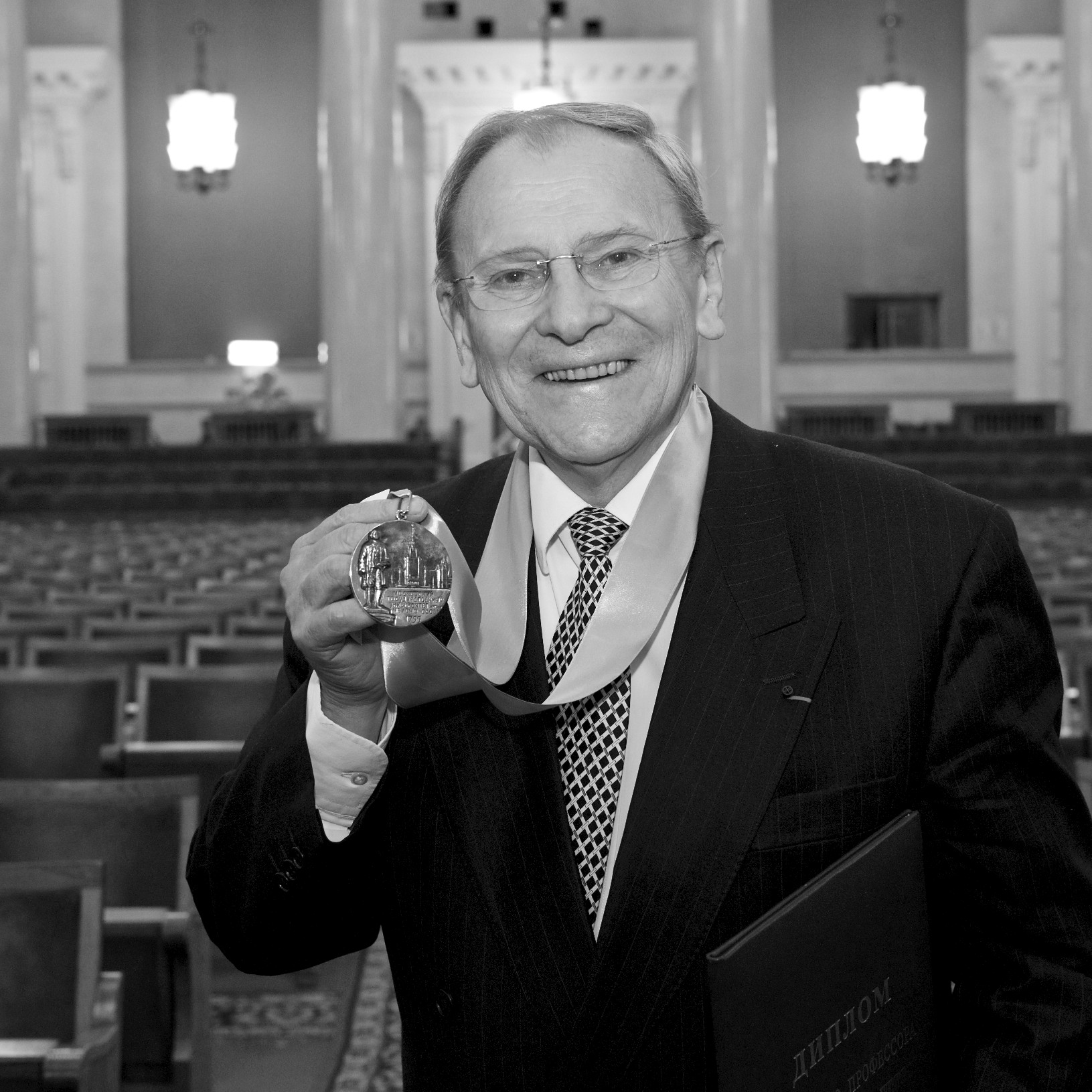
Gérard Férey nach der Verleihung der Ehrenprofessur der Lomonossow-Universität.

Gérard Robert Marcel Férey (* 14. Juli 1941 in Bréhal, Département Manche; † 19. August 2017 in Paris) war ein französischer Chemiker, der sich mit physikalischer Chemie von Festkörpern und Materialwissenschaften beschäftigte.
Ferey gründete 1968 die Abteilung Chemie am Institut universitaire de technologie in Le Mans und war dann an der Université du Maine in Le Mans. 1977 wurde er an der Universität Paris VI promoviert. 1981 bis 1996 war er Professor in Le Mans und danach an der Universität Versailles (UVSQ), wo er das Institut Lavoisier gründete (das von der UVSQ und dem CNRS getragen wird). 1988 bis 1992 war er auch Direktor der Abteilung Chemie beim CNRS.
Ferey beschäftigte sich anfangs mit der Chemie anorganischer Fluoride. Er entwickelte neue poröse anorganische und hybride Materialien mit Anwendungen zum Beispiel in der Medizin, der Petrochemie, zur Speicherung von Wasserstoff in der Energietechnik oder der Speicherung von Kohlendioxid zur Verminderung des Treibhauseffekts. Er kombinierte dabei chemische Experimente mit digitaler Simulation zur Vorhersage der Eigenschaften poröser Materialien. 2007 entwickelte er MIL 101 (Material des Instituts Lavoisier Nr. 101), das mit seinen 3,5 nm Poren in einem Kubikmeter 400 Kubikmeter Kohlendioxid bei 25 Grad Celsius speichern kann, was einen Rekord darstellte. 2007 entwickelte er mit seiner Gruppe eine Substanz (trivalente Metall-Dicarboxylate), die mit einem Lösungsmittel ihr Volumen mehr als vervierfacht und später wieder in den Ausgangszustand zurückkehrt.
Er war in Frankreich einer der Gründer der Initiative Ambition Chimie, die die Chemie in der Öffentlichkeit populärer machen soll.

## Ehrungen und Mitgliedschaften
- Prix de chimie du solide der Société chimique de France (1983)
- Prix Paul Pascal der Académie des sciences (1992)
- Prix de l'Institut français du pétrole der Académie des sciences (2000)
- Prix Gay-Lussac-Humboldt (2004)
- Prix C.N.R. RAO der Indian National Academy of Sciences (2005)
- Großer Preis der japanischen chemischen Gesellschaft (2008)
- Prix Catalan-Sabatier der königlich spanischen chemischen Gesellschaft (2008)
- Prix ENI für Umweltwissenschaften für seine Arbeiten zur Kohlendioxid-Speicherung (2009)
- Goldmedaille des CNRS (2010)
- Erster Preis der Fondation de la Maison de la Chimie (2010)

2007 wurde er Vizepräsident der französischen chemischen Gesellschaft. Er war seit 1994 Mitglied der Academia Europaea, seit 2003 der Académie des sciences, war Mitglied des Institut universitaire de France, Ritter der Ehrenlegion, Offizier der Palmes académiques und Offizier des Ordre national du Mérite.